# Moving in Secret
Moving in Secret è il primo album discografico del gruppo musicale sudcoreano Secret, pubblicato nel 2011 dall'etichetta discografica TS Entertainment.

## Il disco
Prima dell'uscita del disco furono diffusi alcuni teaser dalla TS Entertainment. Il 28 agosto 2011 la compagnia rivelò che le Secret avrebbero pubblicato il loro primo album in Corea del Sud prima di tornare con Shy Boy in Giappone a novembre 2011. Il 9 settembre 2011 il gruppo confermò l'album per il mese di ottobre. In una dichiarazione stampa, la TS Entertainment rivelò che l'album sarebbe dovuto uscire agli inizi di ottobre, ma fu deciso di rimandarlo di una o due settimane. Il 7 ottobre furono diffuse delle foto teaser di Zinger e Sunhwa, e quattro giorni dopo quelle con Hyoseong e Jieun. L'8 ottobre 2011, la TS Entertainment rivelò la data di uscita dell'album, il 18 ottobre 2011, e l'11 ottobre, attraverso Osen, il titolo dell'album. Lo stesso giorno, furono pubblicate la copertina ufficiale e le tracce contenute. Un teaser di 28 secondi venne pubblicato il 12 ottobre 2011. Il video ufficiale di "Love Is Move" venne diffuso il 17 ottobre 2011, con l'album pubblicato il giorno dopo. Il brano "Love Is Move" fu utilizzato come traccia promozionale nelle loro performance nei programmi M! Countdown, Music Bank, Show! Music Core e Inkigayo.

## Tracce
1. Love Is Move (사랑은 MOVE) – 3:20 (Kang Jiwon, Kim Kibum)
2. Sexy (섹시하게) – 3:25 (Kim Kibum, Marco)
3. Don't Laugh (웃지좀마) – 3:43 (testo: Im Sanghyuk, Jeon Daun, Hana – musica: Im Sanghyuk, Jeon Daun)
4. Movie Star – 3:18 (testo: Taebong-i, Ssaijyeo, Yeonpil, Hana – musica: Taebong-i, Ssaijyeo)
5. AMAZINGER[6] – 3:31 (testo: Marco, Hana – musica: Marco)
6. Together – 3:41 (testo: Twelve, Hana – musica: Dani)
7. I Hope (바래) – 3:39 (Im Sanghyuk, Jeon Daun)
8. Bastard – 3:38 (Isang-in)
9. Neverland – 3:31 (testo: Inwoo – musica: Park Suseok)
10. Love Is Move (사랑은 MOVE) (Inst.) – 3:20 (Kang Jiwon, Kim Kibum)

## Formazione
- Hyoseong – voce
- Zinger – rapper, voce
- Jieun – voce
- Sunhwa – voce